# Agram nemzetközi InterCity
Az Agram nemzetközi InterCity a Budapest-Déli pályaudvar (a nyári főszezonban a Déli helyett Budapest-Keleti pályaudvar) és Zagreb Glavni kolodvor (Zágráb főpályaudvar) között közlekedik.

## Történet
1992/1993 menetrendváltástól közlekedik a vonat Budapest és Zágráb között Agram nemzetközi gyorsvonatként. 1992-1993 között a vonat Miskolcról közlekedett Keleti pályaudvar érintésével. 1994/1995 menetrendváltásban a vonat Budapest-Déli pályaudvarról indult. A vonat 2002-2008-ig Zágráb–Salzburg között EuroCityként közlekedett. 2012–13-as menetrendváltástól a vonat ismét a Déli pályaudvaról indult Zágráb felé gyorsvonatként a 2014–15-ös menetrendváltásig, majd a 2016–2017-es menetrendváltásig InterCity-ként. 2016. szeptember 12-étől a 2017–2018-as menetrendváltásig a vonat módosított menetrend szerint közlekedett a 30-as vasútvonal felújítása miatt. A 2017–18-as menetrendváltástól ismét teljes útvonalon közlekedett, de ekkor már nemzetközi gyorsvonatként. A vonat közvetlen kocsikat továbbított Keszthelyre. Nyári időszakban pedig a Tópart expresszvonattal egyesítve közlekedett, közvetlen kocsikat ilyenkor nem továbbitott Keszthelyre. 2020 március közepétől nyári szezonig a vonat a koronavírus-járvány miatt csak Nagykanizsáig közlekedett. 2020-as utószezonban még nemzetközi vonatként közlekedett, de már nem továbbított Keszthelyre kocsikat. 2020. szeptember 28-tól a vonat újra Agram IC néven közlekedik, mely továbbít 1. osztályú Intercity kocsit is. A Tópart IC-vel egyesítve közlekedik (Agram-Tópart IC). A koronavírus miatt a vonat 2021. január 1. és június 24. között csak belföldön, Nagykanizsáig járt, azóta ismét teljes útvonalon közlekedik, de már 1. osztályú kocsi nélkül. 2023. június 17. és szeptember 24. között expresszvonatként közlekedett, továbbra is a Tópart IC-vel egyesítve, de annak a kocsijait ekkor Nagykanizsán lekapcsolták, így Gyékényesen át Zágrábbá már csak az expresszvonati rész járt. 2025. június 21-től a nyári főszezonban a budapesti Déli pályaudvar helyett a Keleti pályaudvarról közlekedik önálló vonatként, ilyenkor csak a nagyobb állomásokon áll meg.

### Régi Kvarner IC
A régi Kvarner IC 2004-ig Budapest-Déli pályaudvar–Dombóvár–Kaposvár–Gyékényes–Zágráb–Fiume útvonalon közlekedett, 2004-től a Déli pályaudvar helyett a Keleti pályaudvarról indult, Dombóvár–Kaposvár helyett Székesfehérvár–Siófok–Fonyód–Balatonszentgyörgy–Nagykanizsa érintésével, végállomása pedig Zágrábig rövidült. A 2012/2013-as menetrendváltással egyidőben szűnt meg.

### Maestraltól az új Kvarnerig
A Maestral nemzetközi gyorsvonat Budapest-Keleti pályaudvar–Székesfehérvár–Siófok–Fonyód–Balatonszentgyörgy–Nagykanizsa–Gyékényes–Zágráb útvonalon közlekedett, közvetlen kocsit továbbított Balatonszentgyörgytől Keszthelyig. A 2010/2011-es menetrendváltástól a vonat a Keleti pályaudvar helyett a Déli pályaudvarról indul. A keszthelyi kocsik nyári időszakban tovább közlekednek Szombathelyre, illetve 2012-ig Szombathelytől Sopronig (a szombathelyi és soproni kocsikat csak kifelé menet továbbította, visszafelé ezek egy korábban induló belföldi gyorsvonattal közlekedtek). A 2012/2013-as menetrendváltással egyidőben a vonat az Agram nevet kapja, ezt követően 2014-ig közvetlen kocsikat továbbít Zágrábtól Ljubljanáig. A 2014/2015-ös menetrendváltással egyidőben InterCity státuszt kapott, így kevesebb helyen állt meg, igaz csak kifelé menet, mert visszafelé még egy évig továbbított Keszthelyről közvetlen kocsikat, amik gyorsvonatként közlekedtek. A 2015/2016-os menetrendváltástól már mindkét irányban önálló vonatként közlekedik. A 30-as vonal felújítása miatt 2016. szeptember 12-től a vonat útvonala Budapest-Keleti pályaudvar–Dombóvár–Kaposvár–Gyékényes–Zágráb viszonylatra módosult. A 2016/2017-es menetrendváltással egyidőben kapta meg a Kvarner nevet, végállomása pedig Zágráb helyett Fiume lett. Nyári időszakban Fiume felé Dombóvár–Kaposvár helyett Székesfehérvár–Siófok–Fonyód–Balatonszentgyörgy–Nagykanizsán keresztül közlekedik. A 2017/2018-as menetrendváltással megszűnt, helyette ismét Agram néven nemzetközi gyorsvonat indult, ez azonban Dombóvár-Kaposvár helyett Székesfehérvár-Siófok-Fonyód-Nagykanizsán keresztül közlekedik.

## Útvonal
A vonat a Déli pályaudvarról (nyári főszezonban a Keleti pályaudvarról indul és Siófok, illetve Nagykanizsa érintésével a 30-as vonalon halad Gyékényes útirányon át Kapronca (Koprivnica) határállomásig magyar, általában MÁV V43, ritkábban MÁV V63 sorozatú, illetve MÁV 480 sorozatú villamosmozdonnyal, Gyékényestől a HŽ (Horvát Vasutak) villamosmozdonyai vontatják tovább a szerelvényt.
A 2013/2014-es menetrendváltásig megállt Lepsény (95), Balatonszárszó (134), Balatonszemes (139), Balatonfenyves (164), Balatonmáriafürdő (173), Zalakomár (200), Zalaszentjakab (206) állomásokon.
A 2015/2016-os menetrendváltástól 2016. március 7-ig csak belföldön, Budapest és Gyékényes között közlekedett. 2016. szeptember 12-étől a 2016/2017-es menetrendváltásig a Budapest–Dombóvár–Kaposvár–Gyékényes–Zágráb útirányon át közlekedett.

## Forgalom
A vonat korábban a nyári időszakban közvetlen kocsikkal Fiuméig, illetve Splitig közlekedett, a 2009-2010-es menetrendváltástól mind télen, mind nyáron csak Zágrábig közlekedik, az országhatárt Gyékényesen hagyja el. A vonat egész évben közvetlen kocsikat továbbít Balatonszentgyörgytől Keszthelyig, a nyári időszakban ezek a kocsik Keszthelytől Szombathelyig, illetve egyes kocsik 2012-ig Szombathelytől Sopronig közlekedtek tovább. (A szombathelyi és soproni kocsikat csak kifelé menet továbbította, visszafelé a közvetlen kocsik csak Keszthelytől jöttek, a szombathelyi és soproni kocsik egy korábban induló belföldi gyorsvonathoz voltak csatolva.). A 2012-2013-as menetrend óta a vonat egész évben közvetlen kocsikat továbbít Zágrábtól Ljuljanáig, ezek a vonatok étkező kocsit is továbbítanak, a 2013/2014-es menetrend óta megszűntek a Keszthelyig és Ljuljanáig közlekedő közvetlen kocsijai. A 30-as vonal felújítása miatt a vonat a Balaton déli partja helyet Dombóvár-Kaposvár felé kerülő útirányon át közlekedik. Budapest-Dombóvár között a Sophiane, illetve a Mecsek IC-kel egyesítve, emiatt a vonat a Déli pályaudvar helyett a Keleti pályaudvarról közlekedik. A vonatot Magyarországon leggyakrabban a MÁV V43 sorozat, ezek szolgálatképtelensége esetén MÁV V63 sorozatú, Gigant becenevű, vagy a MÁV 480 sorozatú Traxx villanymozdonyai továbbítják, a horvát szakaszon pedig HŽ 1142 sorozatú mozdonyok végzik a vontatást.

## Vonatösszeállítás
A vonatot Budapest és Gyékényes között általában a  MÁV-START 431-es villanymozdony. Majd magyar-horvát határon mozdonycsere történik HŽ 1141-es.
Vonatösszeállítás 2024. december 15-étől:
| Kocsiszám | Típus                                               | Útirány              |
| --------- | --------------------------------------------------- | -------------------- |
|           | START 630 villanymozdony                            | Budapest – Gyékényes |
|           | HŽPP 1141 villanymozdony                            | Gyékényes – Zágráb   |
| 5         | START By/Byee (termes másodosztályú)                | Budapest – Gyékényes |
| 4         | START By/Byee (termes másodosztályú)                | Budapest – Gyékényes |
| 3         | START Bydee (termes másodosztályú+kerékpárszállító) | Budapest – Gyékényes |
| 424       | START Bpee (másodosztályú termes)                   | Budapest – Zágráb    |
| 423       | HŽPP Bee (másodosztályú fülkés)                     | Budapest – Zágráb    |
| 422       | HŽPP Bee (másodosztályú fülkés)                     | Budapest – Zágráb    |

| Kocsiszám | Típus                                               | Útirány                |
| --------- | --------------------------------------------------- | ---------------------- |
|           | HŽPP 1141 villanymozdony                            | Zágráb – Gyékényes     |
|           | START 433 villanymozdony                            | Gyékényes – Budapest   |
| 422       | HŽPP Bee (másodosztályú fülkés)                     | Zágráb – Budapest      |
| 423       | HŽPP Bee (fülkés másodosztályú)                     | Zágráb – Budapest      |
| 424       | START Bpee (termes másodosztályú)                   | Zágráb – Budapest      |
| 6         | START Bydee (termes másodosztályú+kerékpárszállító) | Nagykanizsa – Budapest |
| 7         | START Byee (termes másodosztályú)                   | Nagykanizsa – Budapest |
| 8         | START Byee (termes másodosztályú)                   | Nagykanizsa – Budapest |

## Megállóhelyei
| Megállóhelyek                           |
| --------------------------------------- |
| 1. Budapest-Déli** / Budapest-Keleti*** |
| 2. Budapest-Kelenföld                   |
| 3. Székesfehérvár**                     |
| 4. Lepsény**                            |
| 5. Siófok                               |
| 6. Zamárdi**                            |
| 7. Balatonföldvár**                     |
| 8. Balatonszárszó**                     |
| 9. Balatonszemes**                      |
| 10. Balatonlelle**                      |
| 11. Balatonboglár**                     |
| 12. Fonyód                              |
| 13. Balatonfenyves**                    |
| 14. Balatonmáriafürdő**                 |
| 15. Balatonszentgyörgy                  |
| 16. Vörs**                              |
| 17. Zalakomár**                         |
| 18. Zalaszentjakab**                    |
| 19. Nagykanizsa                         |
| 20. Gyékényes                           |
| 21. Koprivnica ( Horvátország)          |
| 22. Mučna Reka*                         |
| 23. Sokolovac*                          |
| 24. Lepavina*                           |
| 25. Carevdar*                           |
| 26. Vojakovački Kloštar*                |
| 27. Majurec*                            |
| 28. Križevci                            |
| 29. Repinec*                            |
| 30. Gradec*                             |
| 31. Vrbovec                             |
| 32. Božjakovina*                        |
| 33. Dugo Selo*                          |
| 34. Sesvetski Kraljevec*                |
| 35. Sesvete*                            |
| 36. Culinec*                            |
| 37. Trnava*                             |
| 38. Maksimir*                           |
| 39. Zagreb Glavni kolodvor (Zágráb)     |

A *-gal jelzett állomásokon csak Zágráb felé áll meg.

A **-gal jelzett állomásokon csak főszezonon kívül áll meg.

A ***-gal jelzett állomáson csak nyári főszezonban áll meg.